# Анс-Лазио
Анс-Лазио (англ. и фр. Anse Lazio) — пляж, расположенный в северной части острова Праслен, Сейшелы. По мнению «Lonely Planet» это один из лучших пляжей на архипелаге. На пляже есть крупные гранитные валуны, а также коралловые рифы. Рядом с пляжем расположены скалы.